# (37720) Kawanishi
1996 SH7 (asteroide 37720) é um asteroide da cintura principal. Possui uma excentricidade de 0.21893390 e uma inclinação de 2.84359º.
Este asteroide foi descoberto no dia 23 de setembro de 1996 por Tomimaru Okuni em Nanyo.